# Sifone monta panna
Il sifone monta panna è un attrezzo culinario usato per la preparazione della panna montata. Esso funziona tramite aria compressa: le bombolette che la forniscono sono caricate con N2O (protossido di azoto).

## Struttura
Il sifone si compone di 4 parti: 
- 1) il contenitore in cui si versa la preparazione,
- 2) la calotta o testa sulla quale si avvita il portacartucce,
- 3) i beccucci per dare le diverse forme alle preparazioni che escono dal sifone,
- 4) le cartucce di gas.

Al sifone da 0,5 litri occorre una capsula di aria compressa, qualora si utilizzasse il sifone da 1 litro occorre aggiungere una cartuccia di gas, quindi in totale due cartucce. Più il sifone è grande più occorrono cartucce di gas.

## Storia
Nel 1930 gli scienziati britannici hanno iniziato a sviluppare sistemi di aerazione per l'impiego nell'industria alimentare e ben presto svilupparono un sistema di lavoro utilizzando N2O pressurizzata (protossido di azoto). L'N2O viene presto associato a prodotti lattiero-caseari come la panna, producendo panna montata istantanea. Dopo la seconda guerra mondiale, le aziende americane cominciarono a fabbricare distributori di panna montata. Molti non svilupparono sistemi di qualità e alcune aziende interruppero ben presto la produzione. Prucha, Smith e Goetz ottennero il brevetto, ma l'Università dell'Illinois mostrò scarsa lungimiranza, poiché la ritenne un'invenzione di scarso valore commerciale e lasciò tutti i diritti di sfruttamento al trio.
I tre fondarono la "Instant Whip Company" per commercializzare la loro invenzione: i loro primi prodotti furono dei grandi contenitori di panna montata, ricaricabili, da vendere alle gelaterie. Tuttavia non furono i primi ad entrare nel mercato al dettaglio: furono battuti sul tempo dalla "Reddi-Whip" di Aaron Lapin nel 1948, che divenne leader del mercato e combatté con la società di Prucha, Smith e Goetz una lunga battaglia legale per la priorità dell'invenzione. Smith, forse in anticipo sui tempi, pensò anche per il mercato delle famiglie ad un contenitore riutilizzabile, che doveva ritornare in fabbrica per poter essere riempito nuovamente. I rifiuti di lattine "usa e getta" furono sempre considerati indesiderabili, anche se in quel periodo il senso dello smaltimento e dello spreco non era stato sviluppato: la comodità fu considerata di gran lunga superiore allo svantaggio dei rifiuti.

## Attualità
Oggi il sifone monta panna è ampiamente conosciuto e usato da parecchi chef in tutto il mondo; mousse, espumas, da tempo queste preparazioni affascinano i grandi chef, anche a livello internazionale; chef come Ferran Adrià ne hanno fatto un simbolo e recentemente sono nate realtà commerciali che facilitano le varie operazioni. Cuochi in tutto il mondo utilizzano mantecatori come il sifone per creare schiume, meringhe, soufflé, spumoni e gelato sifonato..
Ci sono molti vantaggi nell'uso di un mantecatore come il sifone che sono efficienti ed efficaci una risposta alle nuove regole HACCP. Precisione e controllo, pratico, accessibile e sufficientemente compatto per qualsiasi cucina e bar, dal costo contenuto, l'unico modo per montare panna senza dover sborsare ingenti cifre. Il sifone è il miglior mantecatore in commercio è in grado di emulsionare qualsiasi alimento, se viene utilizzato per preparazioni fredde sono sufficienti sifoni con calotta e bottiglia in alluminio mentre se intendiamo utilizzarlo per preparazioni calde dovremo orientarci su modelli con calotta e bottiglia in acciaio inox.

## Suggerimenti
Il metodo tradizionale infusione, macerazione e ammollo può richiedere giorni, con il rischio di perdere alcuni sapori freschi. Il metodo con il sifone consente infusioni semplici e veloci mantenendo i sapori ricchi in poco meno di un minuto. A seconda del prodotto, l'infusione può richiedere un diverso numero di capsule e una quantità di tempo per raggiungere il sapore desiderato. Usare ingredienti a freddo si tradurrà in infusioni meno ricche di sapore. Usare cibi e liquidi a caldo si tradurrà in infusioni con risultati più saporiti.